# Любашиха
Любашиха — река в России, протекает по Островскому и Порховского районам Псковской области. Длина реки — 16 км.
Начинается у деревни Туманы. Течёт на северо-запад, сначала по лесам, затем по заболоченной местности, окружённой елово-берёзовым лесом. В низовьях протекает между деревнями Малый Борок и Новая. Устье реки находится в 105 км по правому берегу реки Черёхи.

## Данные водного реестра
По данным государственного водного реестра России относится к Балтийскому бассейновому округу, водохозяйственный участок реки — Великая. Относится к речному бассейну реки Нарва (российская часть бассейна).
Код объекта в государственном водном реестре — 01030000212102000029195.